# Лапокныш, Василий Игнатьевич
Лапокны́ш Васи́лий Игна́тьевич (укр. Лапокни́ш Васи́ль Гна́тович; 11 марта 1905, Одесса — 12 января 1974, Киев) — советский украинский кинорежиссёр. Участник Великой Отечественной войны.

## Биография
Родился в Одессе в рабочей семье. С 1920 года был рабочим, электромонтёром на разных предприятиях, с 1923 по 1924 год учился в Одесском земельно-мелиоративном техникуме.
В 1930 году закончил Киевский  музыкально-драматический институт имени Н. Лысенко   и был принят на «Украинфильм» (с 1939 года — Киевская киностудия). Был ассистентом режиссёра на фильме «Путь свободен» (1932), «Кубанцы» (1939). С ноября 1933 и далее на 1934 год прерывался на службу в Красной армии.
Участник Польской компании 1939 года и Советско-финляндской войны 1939—1940 годов.
С первых дней войны вновь в рядах вооружённых сил СССР, в звании капитана, затем майораслужил на Юго-Западном, Южном, Северо-Кавказском и 4-м Украинском фронтах. Прошёл путь от 2-го помощника начальника штаба до начальника штаба 239-го артиллерийского полка 77-й стрелковой дивизии.
После демобилизации в феврале 1946 года вновь на Киевской киностудии (с 1957 года — Киностудия имени А. Довженко). Был вторым режиссёром на фильмах: «Тарас Шевченко» (1951), «Концерт мастеров украинского искусства» (1952), «Ехали мы, ехали…» (1962), работал режиссёром дубляжа. Как режиссёр-постановщик дебютировал фильмом-оперой «Запорожец за Дунаем» (1953).
Умер 12 января 1974 года в Киеве.

## Фильмография

### Режиссёр
- 1953 — Запорожец за Дунаем
- 1954 — Поёт Украина (совместно с Т. Левчуком)
- 1955 — Лымеривна
- 1957 — Конец Чирвы-Козыря
- 1959 — Лилея (совместно с В. Вронским)
- 1964 — Наймичка (совместно с И. Молостовой)
- 1966 — Каменщик (новелла в киноальманахе «К свету!»)

### Сценарист
- 1955 — Лымеривна
- 1959 — Лилея (совместно с В. Вронским)

## Награды
- медаль «За боевые заслуги» (1 июля 1943)[7];
- медаль «За оборону Кавказа» (1 мая 1944)[6];
- орден Отечественной войны I степени (18 мая 1944)[4];
- медаль «За победу над Германией в Великой Отечественной войне 1941—1945 гг.» (9 мая 1945)[8];
- орден Александра Невского (26 мая 1945)[9].